# Seweryn Ehrlich
Seweryn Krzysztof Ehrlich ps. „Sindbad” (ur. 18 marca 1907, zm. 9 września 1968 w Winnipeg) – polski doktor wszech nauk lekarskich, oficer Wojska Polskiego, poeta, pisarz.

## Życiorys
Urodził się 18 marca 1907. Był synem Jakuba. Miał siostrę.
W 1931 ukończył studia medyczne na Wydziale Lekarskim Uniwersytetu Jana Kazimierza we Lwowie. Jako lekarz specjalizował się w chorobach dzieci. Do 1939 jako doktor wszech nauk lekarskich figurował we Lwowie pod adresem ulicy Józefa Piłsudskiego 11a.
W Wojsku Polskim został awansowany na stopień podporucznika rezerwy w korpusie oficerów sanitarnych ze starszeństwem z dniem 1 stycznia 1933. W 1934 był w kadrze zapasowej Szpitala Okręgowego nr 6 we Lwowie i pozostawał wówczas w ewidencji Powiatowej Komendy Uzupełnień Lwów Miasto. Po wybuchu II wojny światowej, kampanii wrześniowej i agresji ZSRR na Polskę z 17 września 1939 został aresztowany przez sowietów i był osadzony w obozie w Starobielsku. Wiosną 1940, gdy większość polskich jeńców stała się ofiarami zbrodni katyńskiej, nie został skierowany do miejsca kaźni i wówczas z garstką ocalonych został przewieziony najpierw do obozu w Pawliszczew Borze, a następnie do obozu jenieckiego NKWD w Griazowcu, gdzie na nieformalnym tzw. „uniwersytecie griazowieckim” wykładał dla współosadzonych historię książki. Po latach, w 1946 tak opisał swoje wspomnienia związane z uwięzieniem i tworzeniem listy zaginionych jeńców, którzy zostali ofiarami zbrodni katyńskiej:

Po całych nocach, wytężając pamięć zestawialiśmy długie wykazy tych, których brakło. Tysiące, tysiące, tysiące... Zaginione, przepadłe nazwiska. Mówią teraz do nas, krzyczą, dławią, chwytają za gardło rozpaczą i bólem te same nazwiska z katyńskiej listy. Żałoba ma barwę krwi.

Na mocy układu Sikorski-Majski z 30 lipca 1941 odzyskał wolność, po czym wstąpił do formowanej Armii Polskiej w ZSRR gen. Władysława Andersa, a po ewakuacji był oficerem 2 Korpusu Polskiego. W 1946 organizował polską służbę medyczną w Anglii. W 1949 wyjechał do Kanady, podjął pracę w Saskatchewan Hospital w North Battleford, obejmując obowiązki psychiatry i wykładowcy w 1951, a w 1954 został asystentem kierownika. w 1965 przeniósł się z rodziną do Winnipeg. Był poetą, posługującym się pseudonimem „Sindbad”. Zmarł po długiej chorobie 9 września 1968 w szpitalu w Winnipeg w wieku 61 lat. Miał żonę Irenę, trzy córki.

## Publikacje
- U podstaw Armii Polskiej w Z.S.R.R. Walka z chorobami zakaźnymi w 1942 r. (1946)[12]
- Pomieszanie zmysłów i inne tragedie (1946)[13]
- Szary Starobielsk (w: „Wiadomości” nr 33 z 17 listopada 1946[8]; przedruk w: Katyń. Wybór publicystyki 1943-1988, wyd. 1989[14])
- «S/S Colorado Springs Victory» (w: „Wiadomości” nr 13/14 z 4 kwietnia 1948)[15]
- The Virus of War (1954)[4]
- Żołnierz który klęczy. Poeci Katynia (2011, wybór poezji)[16]